# Denis Croteau
Denis Croteau OMI (ur. 23 października 1932 w Thetford Mines) – kanadyjski duchowny rzymskokatolicki, w latach 1986–2008 biskup MacKenzie-Fort Smith.

## Życiorys
Święcenia kapłańskie przyjął 31 sierpnia 1958. 24 stycznia 1986 został prekonizowany biskupem MacKenzie-Fort Smith. Sakrę biskupią otrzymał 8 czerwca 1986. 14 maja 2003 został mianowany administratorem apostolskim Whitehorse, pozostał nim do 5 stycznia 2006. 10 maja 2008 przeszedł na emeryturę.